# Postroff
Postroff é uma comuna francesa na região administrativa de Grande Leste, no departamento de Mosela. Estende-se por uma área de 5 km². Em 2010 a comuna tinha 211 habitantes (densidade: 42,2 hab./km²).